# Constant Chatenier
Xavier-Constant Chatenier (18 de abril de 1849 - 6 de marzo de 1926) fue un docente, botánico pteridólogo francés .
Fue institutor, nombrado en 1883, y director de la Escuela Primaria de Bourg-de-Péage, puesto que ocuparía durante 22 años.
Taxónomo eminente, herboriza principalmente en Drôme donde descubre especies nuevas: forraje]]ra Asplenium lepidum C.Presl subsp. pulverulentum Christ & Chatenier
Fue colaborador de Flore de France, de G. E. Bonnier, y de Grande Flore de France', de G. Rouy & J. Foucaud. También se especializó en moluscos terrestres y fluviales, y publicó un catálogo del Departamento de Drôme en 1888. En 1904 fue Consejero de distrito de Romans, y Alcalde de Miribel en 1913.

## Algunas publicaciones
- Observations botaniques. 1885-1887
- Esquisse de la Flore de Lus-la-Croix-Haute. 1897
- Plantes nouvelles, rares ou critiques du Bassin moyen du Rhône. Romans, 1899

## Honores
- Miembro de la Société Botanique de France
- Miembro fundador de la "Sociedad de Ciencias naturales de Drôme"

- La abreviatura «Chatenier» se emplea para indicar a Constant Chatenier como autoridad en la descripción y clasificación científica de los vegetales.[1]